# Lumijoki
Lumijoki is een gemeente in de Finse provincie Oulu en in de Finse regio Noord-Österbotten. De gemeente heeft een landoppervlakte van 214,12 km² en telt 2.988 inwoners (2022).

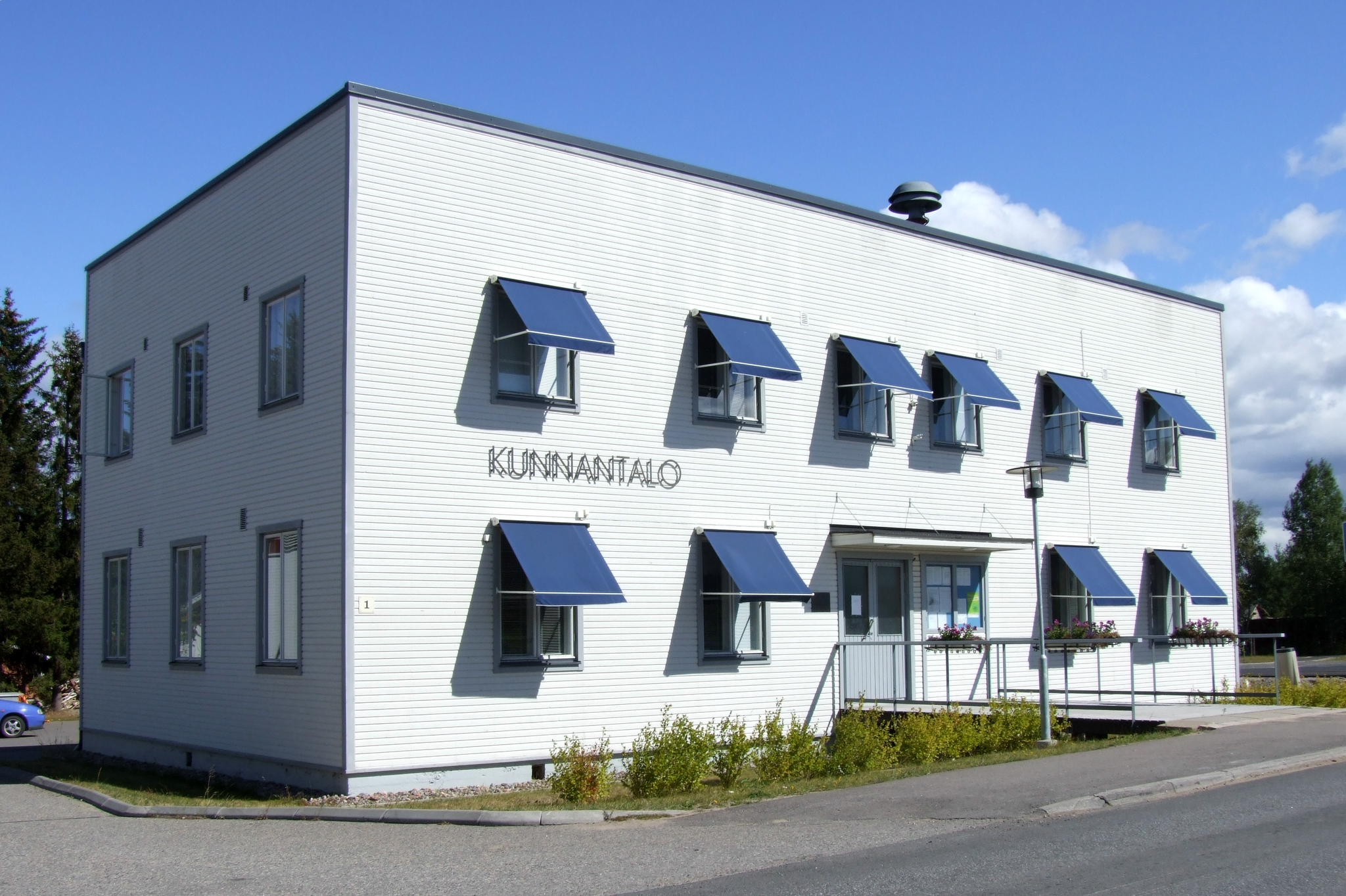
Gemeentehuis
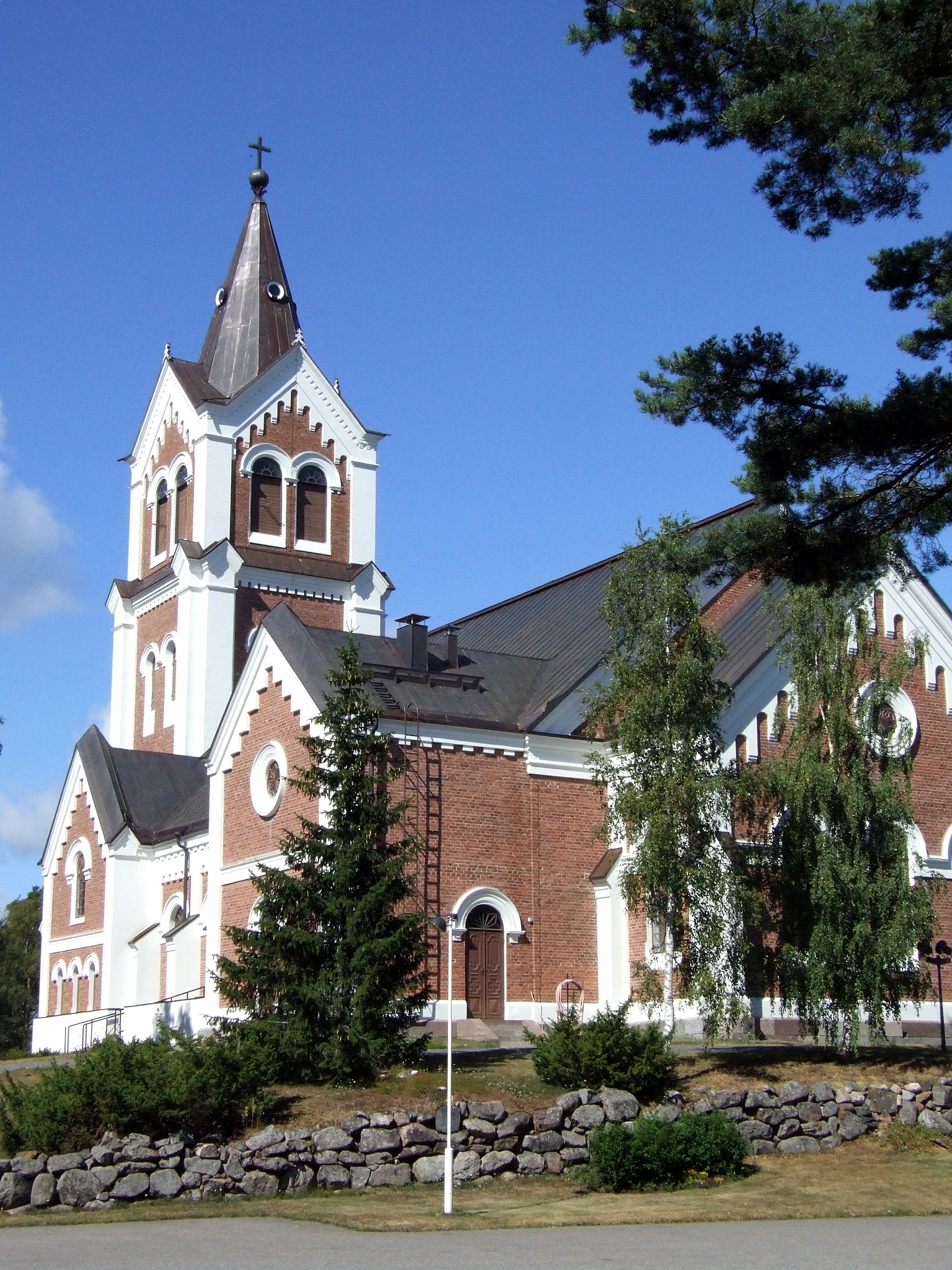
Kerk van Lumijoki
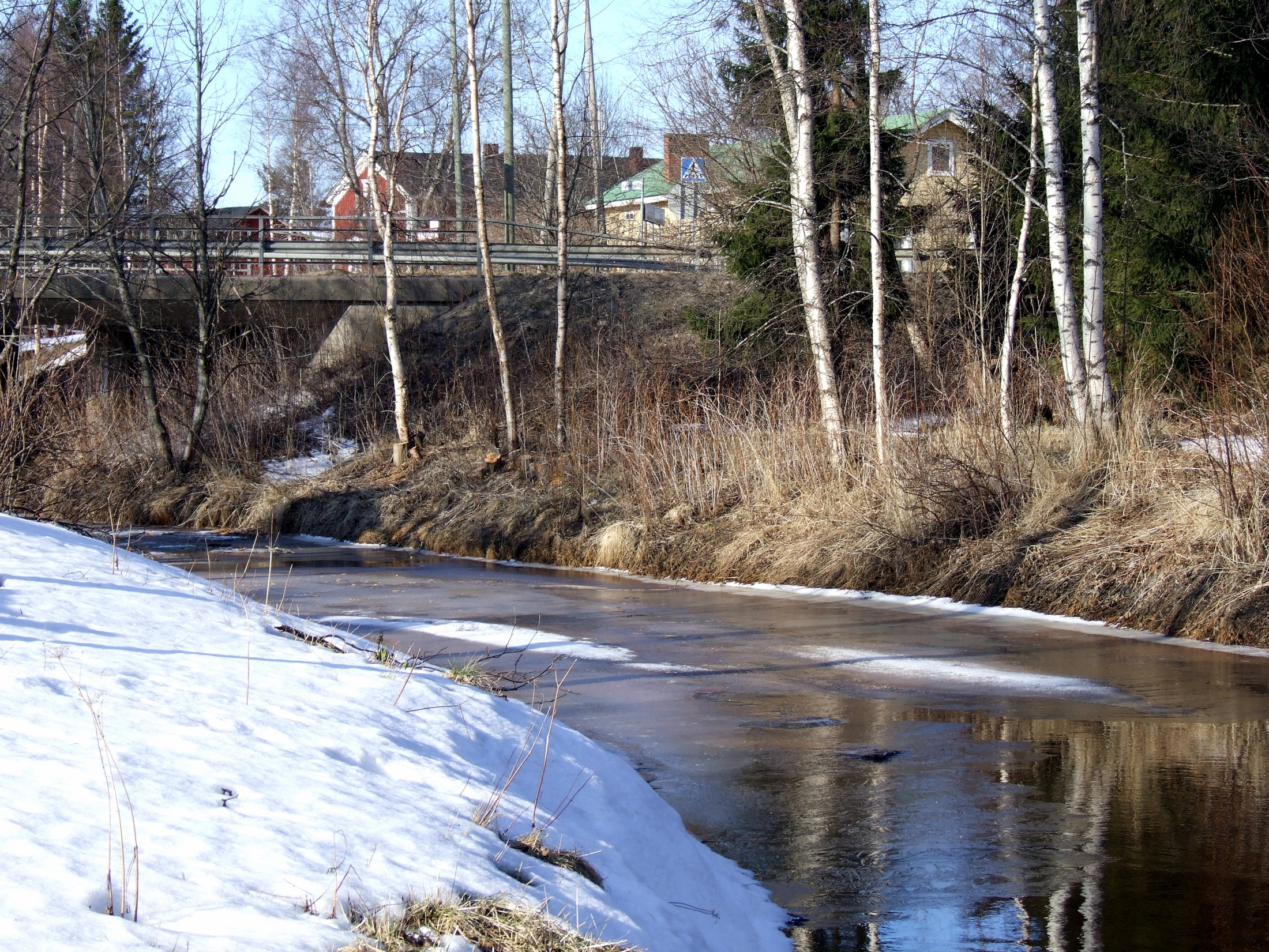
Lumijokirivier